# Futótűz (regény)
A Futótűz Suzanne Collins amerikai írónő Az éhezők viadala-trilógiájának a második kötete. Először az amerikai Scholastic adta ki 2009-ben, a magyar nyelvű megjelenésre 2010. november 23-án került sor.

## Történet
|  | Alább a cselekmény részletei következnek! |

Katniss és Peeta megnyerték az Éhezők Viadalát, így ők és a családjaik megmenekültek az éhezéstől. Ám a fiatalok nem ülhetnek nyugodtan a babérjaikon. Vár rájuk a hosszú Győzelmi Körút, ismét csak a tévénézők árgus szeme előtt. A kötelező udvariaskodás unalmát azonban döbbenet és félelem váltja fel, amikor hírét veszik, hogy lázadás készül a Kapitólium ellen. Snow elnök sosem habozott lesújtani az engedetlenekre, és most is ott csap le, ahol senki sem várja. Emberek halnak meg, családok lesznek földönfutók, Katniss és Peeta pedig újabb küzdelemre kényszerülnek, ahol a tétek még nagyobbak, mint korábban.
|  | Itt a vége a cselekmény részletezésének! |

## Magyarul
- Futótűz. Az éhezők viadala-trilógia 2. kötete; ford. Totth Benedek; Agave Könyvek, Bp., 2010

## Hazai fogadtatás
A Futótűz megismételte az első rész sikerét, az irodalmi portálok és a hazai blogszféra egyaránt dicsérő kritikákat közöltek róla.